# Hémevez
Hémevez est une commune française, située dans le département de la Manche en région Normandie, peuplée de 186 habitants.

## Géographie

### Localisation
Les communes limitrophes sont Sortosville, Flottemanville, Le Ham, Saint-Cyr et Urville.

### Hydrographie
La commune est située dans le bassin Seine-Normandie. Elle est drainée par le Merderet, le cours d'eau 01 de la commune d'Hemevez, la Sinope, un bras du Mederet, le canal 01 de la commune d'Hemevez, le cours d'eau 02 de la commune d'Hemevez, le fossé 01 de Saint-Cyr et le fossé 03 de la commune d'Hemevez,,.
Le Merderet, d'une longueur de 36 km, prend sa source dans la commune de Tamerville et se jette dans la Douve en limite de Beuzeville-la-Bastille et de Sainte-Mère-Église, après avoir traversé 17 communes.

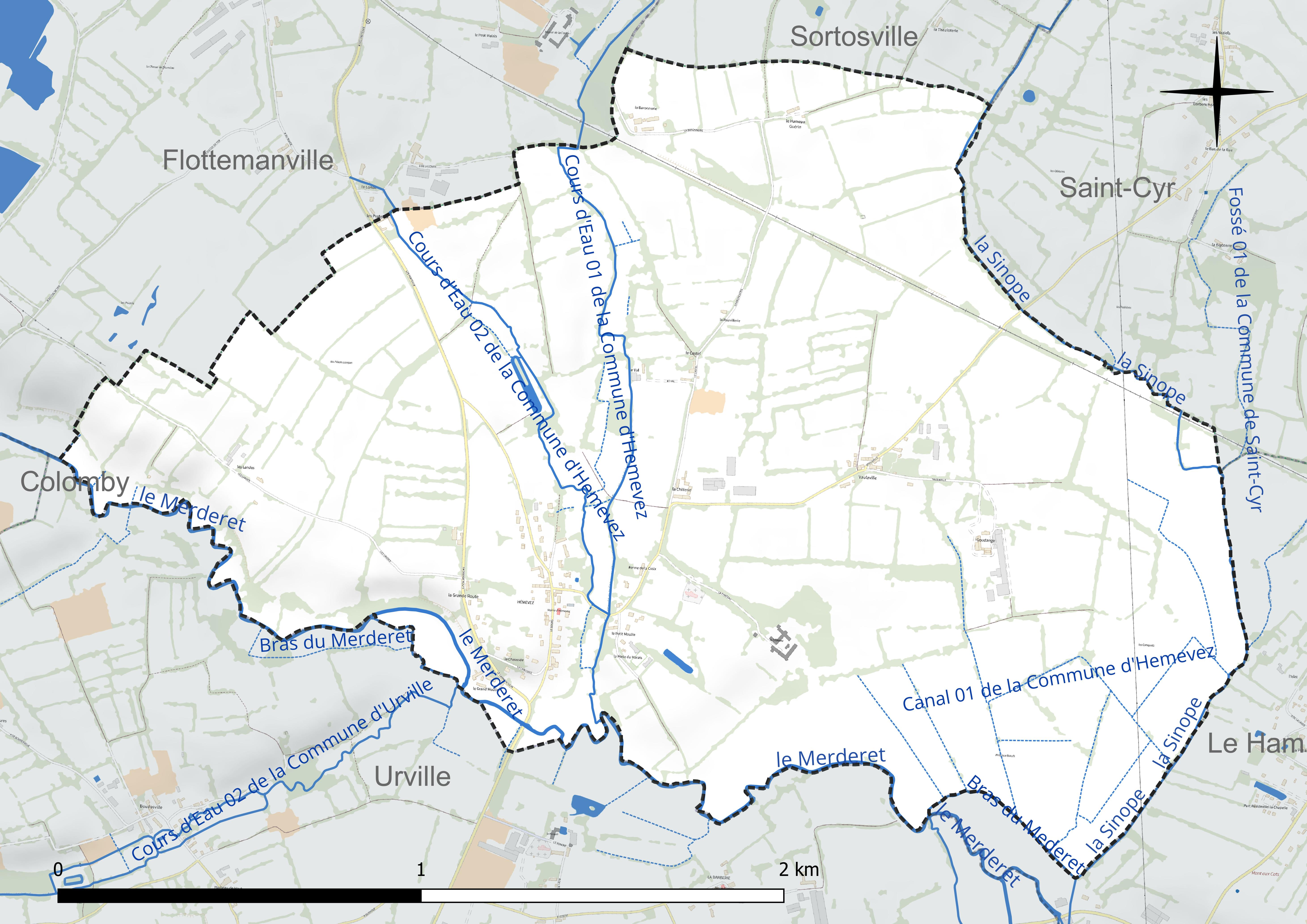
Réseau hydrographique de Hémevez.

### Climat
Pour des articles plus généraux, voir Climat de la Normandie et Climat de la Manche.
En 2010, le climat de la commune est de type climat océanique franc, selon une étude du CNRS s'appuyant sur une série de données couvrant la période 1971-2000. En 2020, Météo-France publie une typologie des climats de la France métropolitaine dans laquelle la commune est exposée à un climat océanique et est dans la région climatique Normandie (Cotentin, Orne), caractérisée par une pluviométrie relativement élevée (850 mm/a) et un été frais (15,5 °C) et venté. Parallèlement le GIEC normand, un groupe régional d’experts sur le climat, différencie quant à lui, dans une étude de 2020, trois grands types de climats pour la région Normandie, nuancés à une échelle plus fine par les facteurs géographiques locaux. La commune est, selon ce zonage, exposée à un « climat maritime », correspondant au Cotentin et à l'ouest du département de la Manche, frais, humide et pluvieux, où les contrastes pluviométrique et thermique sont parfois très prononcés en quelques kilomètres quand le relief est marqué.
Pour la période 1971-2000, la température annuelle moyenne est de 11,1 °C, avec une amplitude thermique annuelle de 11,1 °C. Le cumul annuel moyen de précipitations est de 826 mm, avec 13,3 jours de précipitations en janvier et 6,9 jours en juillet. Pour la période 1991-2020, la température moyenne annuelle observée sur la station météorologique la plus proche, située sur la commune de Sainte-Marie-du-Mont à 18 km à vol d'oiseau, est de 11,6 °C et le cumul annuel moyen de précipitations est de 890,0 mm,. Pour l'avenir, les paramètres climatiques de la commune estimés pour 2050 selon différents scénarios d’émission de gaz à effet de serre sont consultables sur un site dédié publié par Météo-France en novembre 2022.
Hémévez est une commune du parc naturel régional des Marais du Cotentin et du Bessin.

## Urbanisme

### Typologie
Au 1er janvier 2024, Hémevez est catégorisée commune rurale à habitat dispersé, selon la nouvelle grille communale de densité à sept niveaux définie par l'Insee en 2022.
Elle est située hors unité urbaine.
Par ailleurs la commune fait partie de l'aire d'attraction de Cherbourg-en-Cotentin, dont elle est une commune de la couronne,. Cette aire, qui regroupe 77 communes, est catégorisée dans les aires de 50 000 à moins de 200 000 habitants,.

### Occupation des sols
L'occupation des sols de la commune, telle qu'elle ressort de la base de données européenne d’occupation biophysique des sols Corine Land Cover (CLC), est marquée par l'importance des territoires agricoles (100 % en 2018), une proportion identique à celle de 1990 (100 %).
La répartition détaillée en 2018 est la suivante : zones agricoles hétérogènes (39,6 %), prairies (32,5 %), terres arables (27,9 %).

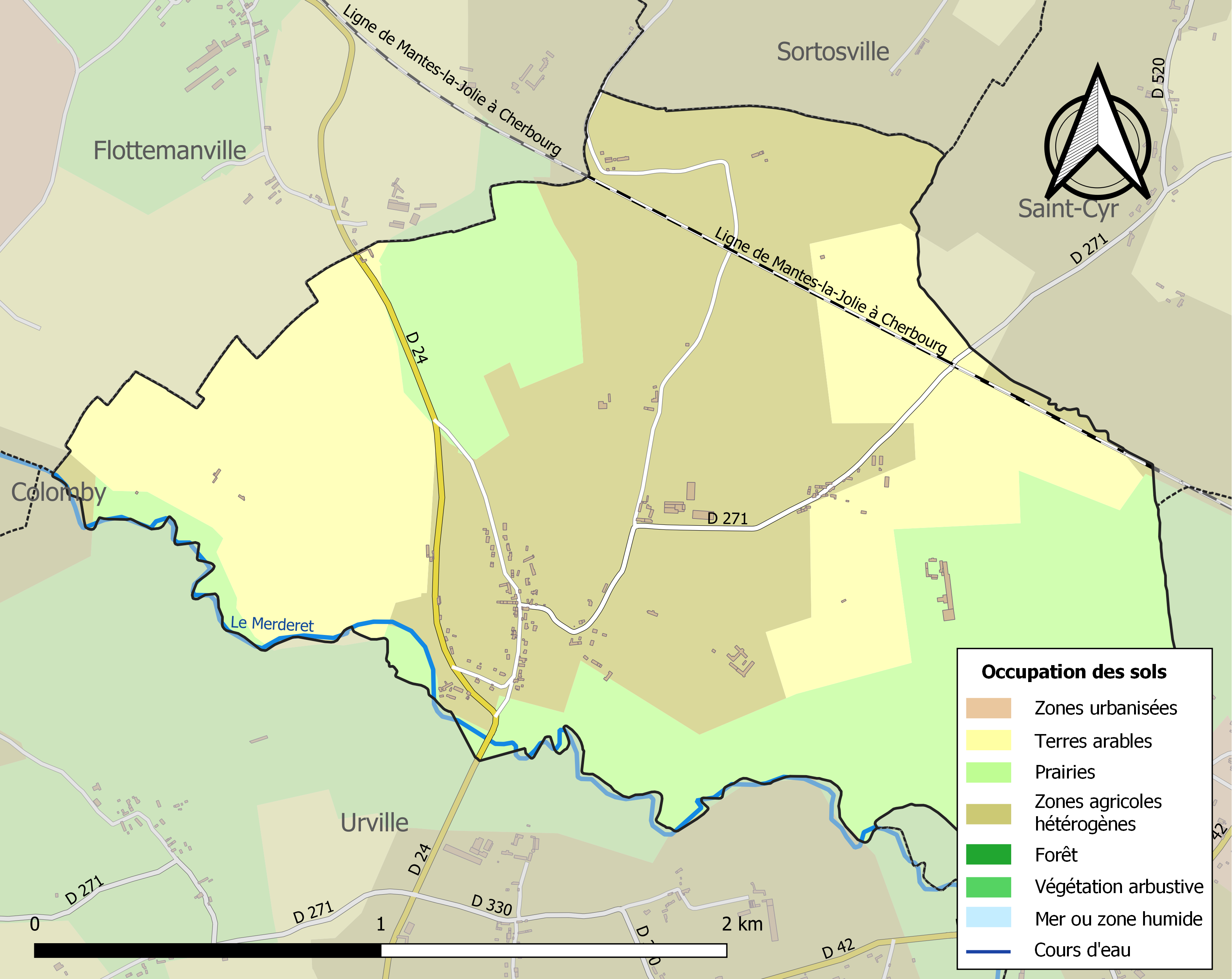
Carte des infrastructures et de l'occupation des sols de la commune en 2018 (CLC).

L'évolution de l’occupation des sols de la commune et de ses infrastructures peut être observée sur les différentes représentations cartographiques du territoire : la carte de Cassini (XVIIIe siècle), la carte d'état-major (1820-1866) et les cartes ou photos aériennes de l'IGN pour la période actuelle (1950 à aujourd'hui).

### Habitat et logement
En 2019, le nombre total de logements dans la commune était de 83, alors qu'il était de 84 en 2014 et de 81 en 2009.
Parmi ces logements, 85,5 % étaient des résidences principales, 8,4 % des résidences secondaires et 6 % des logements vacants. Ces logements étaient pour 98,8 % d'entre eux des maisons individuelles et pour 0 % des appartements.
Le tableau ci-dessous présente la typologie des logements à Hémevez en 2019 en comparaison avec celle de la Manche et de la France entière. Une caractéristique marquante du parc de logements est ainsi une proportion de résidences secondaires et logements occasionnels (8,4 %) inférieure à celle du département (15 %) mais supérieure à celle de la France entière (9,7 %). Concernant le statut d'occupation de ces logements, 88,7 % des habitants de la commune sont propriétaires de leur logement (88,2 % en 2014), contre 63,4 % pour la Manche et 57,5 pour la France entière.
| Typologie                                               | Hémevez | Manche | France entière |
| ------------------------------------------------------- | ------- | ------ | -------------- |
| Résidences principales (en %)                           | 85,5    | 76,6   | 82,1           |
| Résidences secondaires et logements occasionnels (en %) | 8,4     | 15     | 9,7            |
| Logements vacants (en %)                                | 6       | 8,4    | 8,2            |

## Toponymie
Le nom de la localité est attesté sous les formes Ansnevilla Heymevez et Saint-Lô d'Anslevilla au XIIe siècle ; Anslevilla juxta Haimeveis vers 1180 ; Haimesvez en 1214 ; Haymeweiz en 1238 ; Ansnevilla pres Hemevez au XIIIe siècle ; Heimmesvez en 1294 ; Angnevilla Heymesveiz en 1314 ; Ansnevilla Haimesveiz vers 1320 ; Hemesvez vers 1400 et Hames Veys en 1824.
Comme le montre les formes anciennes, deux habitats étaient jadis associés, Anslevilla représentant le domaine rural primitif et -vez désignant les gués sur la rivière le Merderet. Anslevilla a la même étymologie que tous les Anneville de Normandie (voir ce nom).
Hémevez est une formation toponymique médiévale en -vez (autrement noté vey, vé). Il représente le normand septentrional vey/vé (parfois altéré en Vieux dans la toponymie) et équivalent du français gué (du gallo-roman wadu), vez « gués » au pluriel et d'origine germanique, que l'on retrouve notamment dans Le Vey et Les Veys. En composé, on l'identifie également dans un ancien Esteinvei (1320) à Fresville, situé à 10 km, le premier élément Estein- représentant le vieux norrois steinn « pierre » et un ancien Arondevé (1268) ou Arondevey (sans date). Étant donné qu'il est peu probable qu'Esteinvei soit un composé roman, il faut sans doute voir dans -vei le vieux norrois vað ou le vieil anglais wæd de même sens, qui se seront confondus avec le mot roman.
Le premier élément Héme- peut être issu d'un anthroponyme germanique tel que Haiminus, ce qui est formellement possible puisqu'il existait à Éroudeville (anciennement Aroudeville, « la ferme d'Harold »), un gué nommé Arondevey, c'est-à-dire composé avec un nom de personne, le même en l'occurence. Cependant, la désinence -us du nom de personne Haiminus correspond à une latinisation telle qu'elle apparaît dans les textes rédigés en latin médiéval, alors qu'elle s'était amuïe dans le latin vulgaire qui a pénétré en Gaule. Plusieurs formes anciennes conservent un -s- central qui ne peut pas s'expliquer par ce nom de personne. Quant au groupe -es-, il est régulièrement passé -é-, le signe diacritique « accent aigu » n'est pas noté dans les formes les plus anciennes, puisqu'il ne s'est imposé que peu à peu dans l'orthographe. C'est pourquoi François de Beaurepaire utilise la graphie Hémévez.
René Lepelley reprend quant à lui la proposition de François de Beaurepaire qui consiste à identifier dans l'élément Héme- l'adjectif hamais dérivé du nom du village voisin, Le Ham, c'est-à-dire « les gués du Ham », bien qu'il y voie plutôt le gentilé des habitants, d'où le sens global de « gués des Hamais ». Cette formation est alors comparable à Bourguébus (Calvados, Burgesbu 1080-1082, Borgesbud 1079-83), formé sur l'adjectif roman burges / burgueis « bourgeois ».
En normand, le nom de la commune a été réécrit récemment Rhomevâ, en fonction de la prononciation locale.

## Histoire
Le village s'est fixée sur le tracé de la voie romaine Alauna-Cosédia,.

### Temps modernes
En 1524, Pierre Larchier rend aveu à Jean de La Luthumière, seigneur d'Hémevez, pour divers biens situés dans la paroisse.
Vers le milieu du XVIe siècle, Vercingétorix Cadot, seigneur de Riou, hérite du fief d'Hémévez à la suite de son mariage avec Marie de Sainte-Mère-Église, fille et héritière de Jacques de Sainte-Mère-Église. En 1567, il est taxé pour le fief noble d'Hémevez de 160 livres dans le rôle du ban et d'arrière-ban de la vicomté de Coutances, effectué par Gilles Dancel lieutenant général du bailli de Cotentin les 20 et 22 octobre.
Dans le même rôle, Jehan Simon, écuyer, sieur d'Ammeville (d'Anneville) Hemesveys (Hémevez) dit Goudanges, est taxé pour ce fief de 20 livres. Le fief de Goudanges, à Hémevez, était un fief noble relevant de la commanderie de Valcanville avec des extensions à Sortosville et Urville.
Hervé de Pierrepont († 1662), chevalier, fut seigneur et patron d'Étienville, Flottemanville, Urville (Hémevez), du Ronceray, et gouverneur pour le roi aux ville et forteresse de Granville.

### Révolution française et Empire
En 1789, Charles-Louis de La Motte-Ango de Flers est dit « seigneur d'Hémevez ».

## Politique et administration

### Rattachements administratifs et électoraux

#### Rattachements administratifs
La commune se trouve depuis 1926 dans l'arrondissement de Cherbourg-Octeville du département de la Manche.
Elle faisait partie depuis 1793 du canton de Montebourg. Dans le cadre du redécoupage cantonal de 2014 en France, cette circonscription administrative territoriale a disparu, et le canton n'est plus qu'une circonscription électorale.

#### Rattachements électoraux
Pour les élections départementales, la commune est membre depuis 2014 du canton de Valognes
Pour l'élection des députés, elle fait partie de la première circonscription de la Manche.

### Intercommunalité
Hémevez était membre de la petite communauté de communes de la région de Montebourg, un établissement public de coopération intercommunale (EPCI) à fiscalité propre créé fin 1995 et auquel la commune avait transféré un certain nombre de ses compétences, dans les conditions déterminées par le code général des collectivités territoriales.
Dans le cadre des dispositions de la loi portant nouvelle organisation territoriale de la République du 7 août 2015, qui prévoit que les établissements publics de coopération intercommunale (EPCI) à fiscalité propre doivent avoir un minimum de 15 000 habitants, cette intercommunalité a fusionné avec ses voisines pour former, le 1er janvier 2017, la communauté d'agglomération du Cotentin dont est désormais membre la commune.

### Administration municipale
Compte tenu de la population de la commune, son conseil municipal est composé de onze membres dont le maire et ses adjoints.

### Liste des maires
| Période                                  | Période   | Identité          | Étiquette  | Qualité                              |
| ---------------------------------------- | --------- | ----------------- | ---------- | ------------------------------------ |
| Les données manquantes sont à compléter. |           |                   |            |                                      |
| juin 1995                                | mars 2008 | Philippe Rouxel   |            |                                      |
| mars 2008                                | 2010      | Brigitte Groult   | SE         | Cadre de santé Démissionnaire        |
| 2010                                     | 2022      | Jean-Marc Joly,   | Écologiste | Professeur des écoles Démissionnaire |
| juillet 2022                             | En cours  | Dominique Lelouey |            | Technicien                           |

## Population et société
Les habitants de la commune sont appelés les Hémevezois.

## Démographie
L'évolution du nombre d'habitants est connue à travers les recensements de la population effectués dans la commune depuis 1793. Pour les communes de moins de 10 000 habitants, une enquête de recensement portant sur toute la population est réalisée tous les cinq ans, les populations de référence des années intermédiaires étant quant à elles estimées par interpolation ou extrapolation. Pour la commune, le premier recensement exhaustif entrant dans le cadre du nouveau dispositif a été réalisé en 2006.

En 2022, la commune comptait 186 habitants, en évolution de +2,76 % par rapport à 2016 (Manche : −0,31 %, France hors Mayotte : +2,11 %).
| 1793 | 1800 | 1806 | 1821 | 1831 | 1836 | 1841 | 1846 | 1851 |
| ---- | ---- | ---- | ---- | ---- | ---- | ---- | ---- | ---- |
| 325  | 331  | 375  | 322  | 306  | 333  | 351  | 337  | 340  |

| 1856 | 1861 | 1866 | 1872 | 1876 | 1881 | 1886 | 1891 | 1896 |
| ---- | ---- | ---- | ---- | ---- | ---- | ---- | ---- | ---- |
| 312  | 297  | 363  | 269  | 268  | 266  | 243  | 246  | 214  |

| 1901 | 1906 | 1911 | 1921 | 1926 | 1931 | 1936 | 1946 | 1954 |
| ---- | ---- | ---- | ---- | ---- | ---- | ---- | ---- | ---- |
| 185  | 183  | 170  | 189  | 208  | 185  | 162  | 166  | 193  |

| 1962 | 1968 | 1975 | 1982 | 1990 | 1999 | 2006 | 2011 | 2016 |
| ---- | ---- | ---- | ---- | ---- | ---- | ---- | ---- | ---- |
| 172  | 141  | 124  | 143  | 150  | 147  | 165  | 174  | 181  |

| 2021 | 2022 | - | - | - | - | - | - | - |
| ---- | ---- | - | - | - | - | - | - | - |
| 184  | 186  | - | - | - | - | - | - | - |

## Économie
La commune se situe dans la zone géographique des appellations d'origine protégée (AOP) Beurre d'Isigny et Crème d'Isigny.

## Culture locale et patrimoine

### Lieux et monuments
- Église Notre-Dame des XIVe – XIXe siècles, dans l'allée menant au château, avec son clocher couvert en bâtière et avant-porche gothique. L'édifice abrite plusieurs œuvres classées au titre objet aux monuments historiques[45] : un bas-relief sculpté du XVIIe, une cloche du XVIIIe, un lustre du XVIIe, les statues de saint Lô évêque du XVe, saint Dominique du XVIe, sainte Anne et la Vierge du XVe et une Vierge à l'Enfant du XIVe.

Sur le monument funéraire d'Adrien-Maximilien de La Motte-Ango (1850-1918), vicomte de Flers, on peut voir les armes de sa famille : écartelé, aux 1 et 4 de gueules à la tête humaine d'argent posée de profil, les cheveux hérissés d'or ; aux 2 et 3 de gueules à neuf mascles d'or, 3, 3, 3 ; sur le tout, d'azur à 3 annelets d'or.
L'église a été rénovée en 2018-2019,.
- Gisants du XVe siècle[Note 3] dans le cimetière au pied d'un if funéraire séculaire, dont celui d'un prêtre portant chasuble et aube, et tombeau en forme de sarcophage.
- Croix de cimetière du XVIIIe siècle, et croix face à l'allée du château.
- Château d'Hémevez des XVIe, XIXe – XXe siècles[48] avec des dépendances importantes. Ancienne propriété des Ango de la Motte, Ango de Flers. Un gite y a été aménagé[49].
- Ferme-manoir de Goudange du XVIe siècle, ancien fief.
- La Baronnerie.
- La Chillerie.
- Oratoire (1954).
- Ancien four à pain.
- Stèle inaugurée en 2004 à la mémoire de sept parachutistes du 505e régiment de la 82e division aéroportée américaine, capturés dans la nuit du 5 au 6 juin 1944 par l'ennemi puis exécutés[50].

L'église Notre-Dame
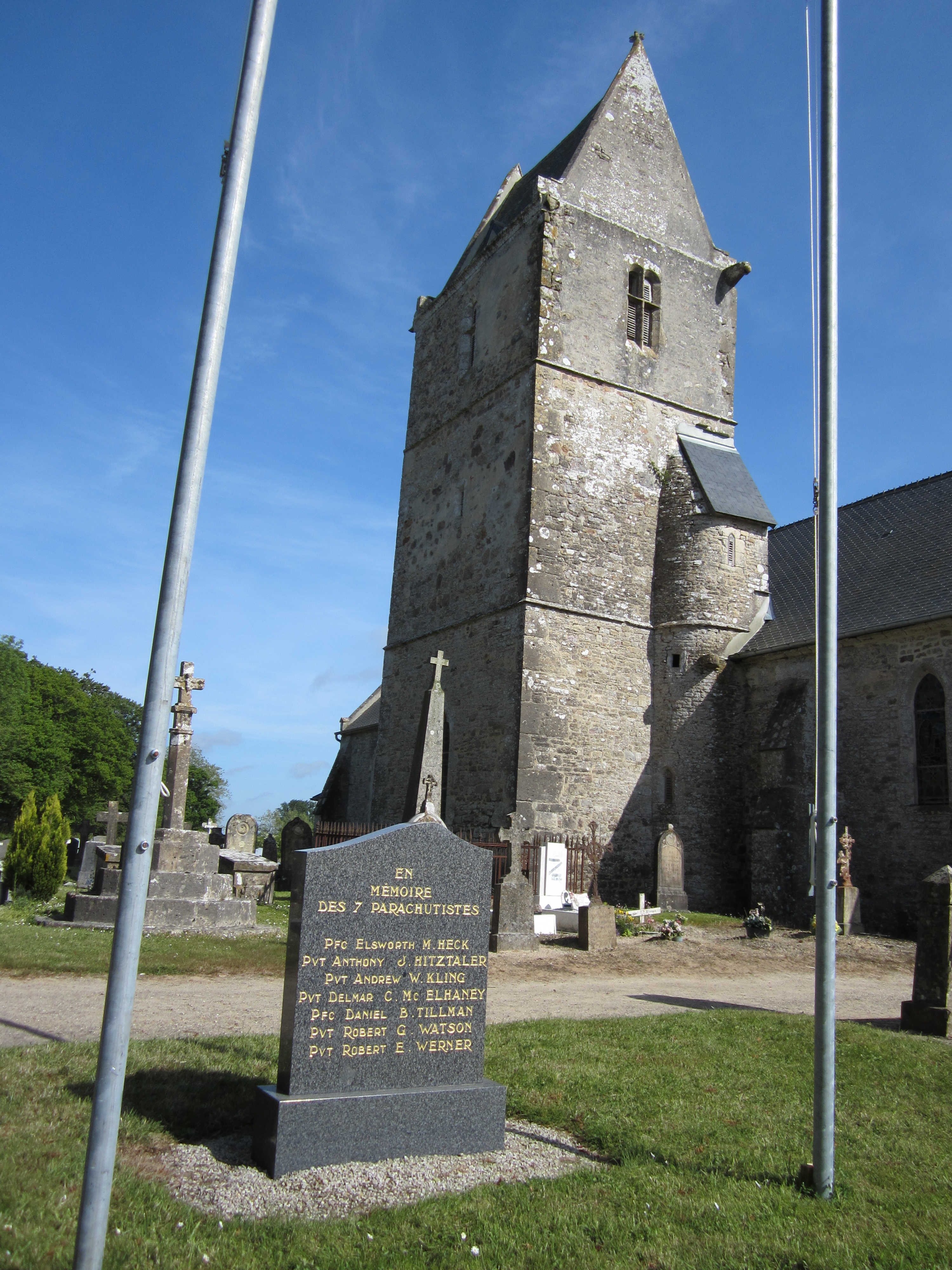
L'église et la stèle à la mémoire des parachutistes de la 82e division aéroportée américaine.
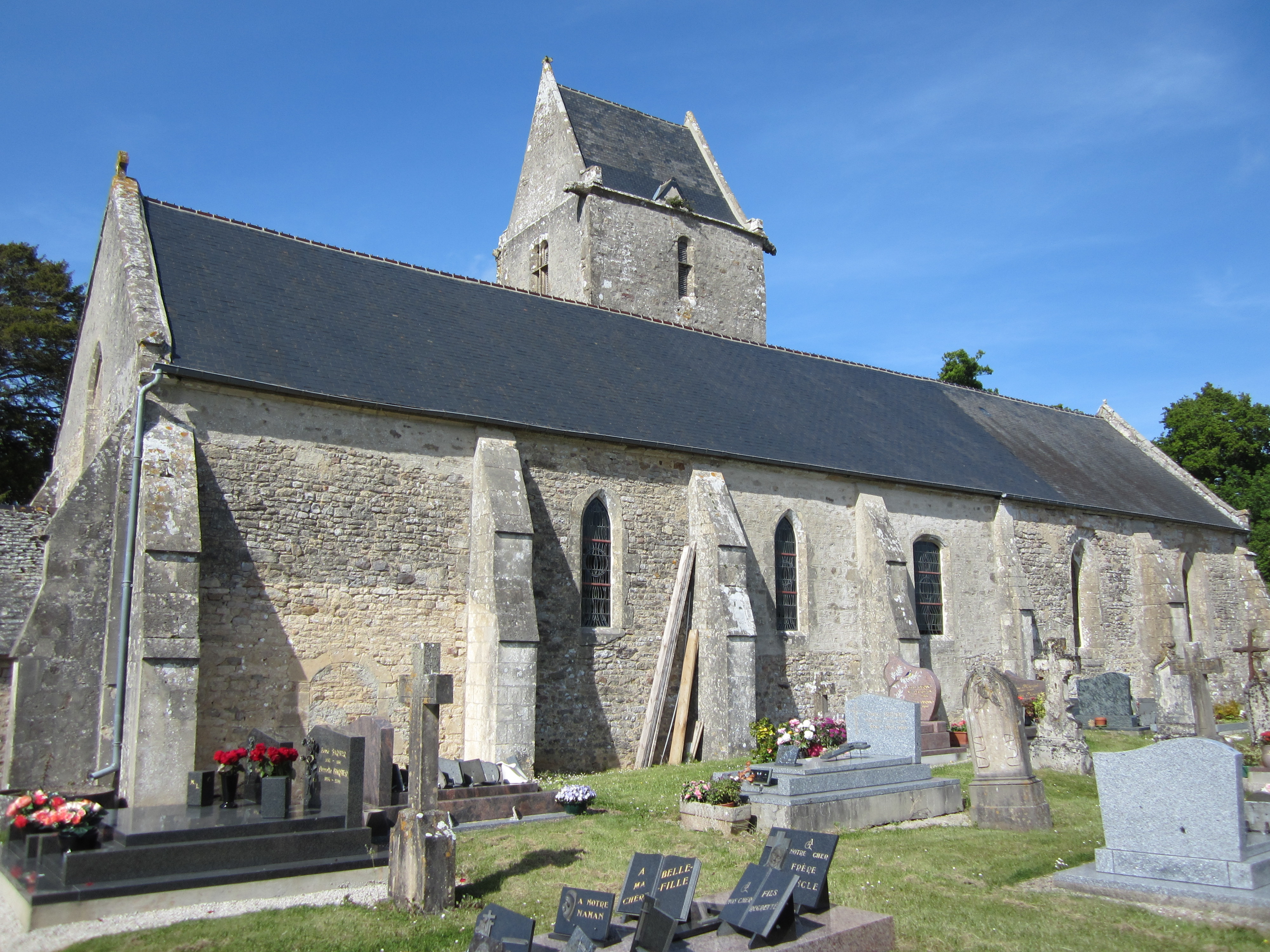
La façade.
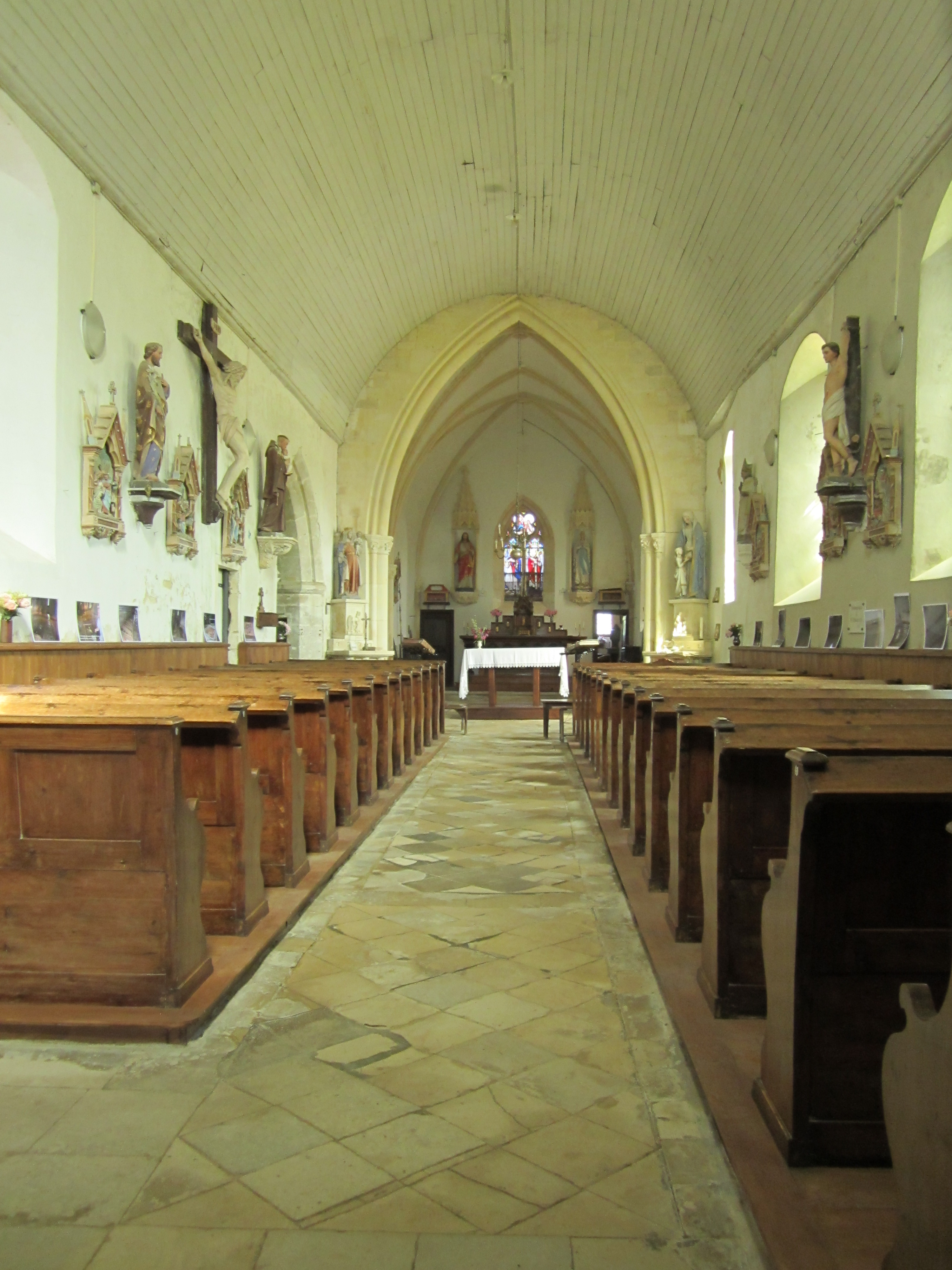
La nef.
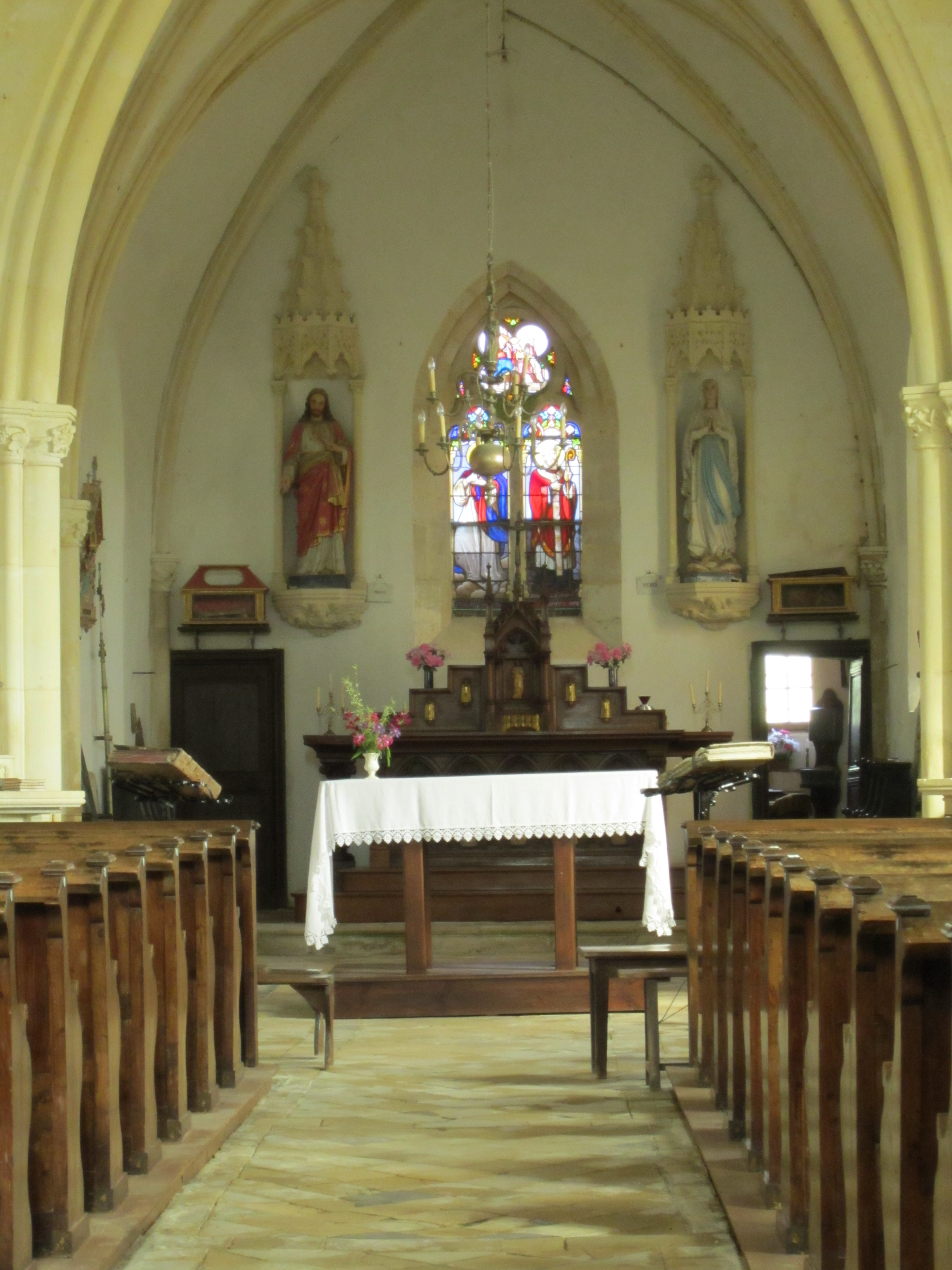
Le chœur.

### Personnalités liées à la commune
- Famille de La Motte-Ango de Flers, propriétaire du château d'Hémevez.